# Faustino M. Parera
Faustino M. Parera est une localité rurale argentine située dans le département de Gualeguaychú et dans la province d'Entre Ríos. Les limites de compétence du conseil de direction ont été fixées par le décret no 5251/1987 MGJE du 11 septembre 1987.

## Démographie
La population de la ville, c'est-à-dire à l'exclusion de la zone rurale, était de 184 habitants en 1991 et 190 en 2001. La population de la juridiction du conseil d'administration était de 409 habitants en 2001.

## Gare ferroviaire
La gare de Faustino M. Parera appartient au chemin de fer General Urquiza, sur la branche qui relie les gares de Federico Lacroze, dans la ville de Buenos Aires et de Posadas, dans la province de Misiones. Elle est située entre les gares d'Irazusta et d'Urdinarrain. La ligne secondaire Faustino M. Parera - Gualeguaychú part de cette gare.